# Тувайні бін Саїд
Тувайні бін Саїд (араб. ثويني بن سعيد нар. 1821 — 11 лютого 1866) — султан Маскату і Оману в 1856—1866 роках.

## Життєпис
Походив з династії Бусаїдів. Третій син Саїда бін Султана, султана Маскату, Оману і Занзібару. Народився в Маскаті. Коли його батько Саїд ібн Султан перебував в Занзібарі, Тувайні залишався валі (намісником) в Омані.
У жовтні 1856 роки після смерті батька на Занзібарі Тувайні оголосив себе султаном, але його брат Маджид захопив владу на Занзібарі, де також оголосив себе султаном. Кожен називав себе спадкоємцем Саїда. Військові дії відбувалися переважно на морі, але не стали вирішальними. Зрештою 1861 року брати домовилися розділити родинні володіння, внаслідок чого Тувайні став султаном Маскату і Оману. Угоду уклали за посередництва Чарльза Канніга, генерал-губернатора Британської Індії. Маджид повинен був щорічно сплачувати данину Тувайні, але той сплатив кілька років, а потім перестав. Тувайні не міг стягнути платіж з брата, що поставило султанат Маскат в складну фінансову ситуацію. Тувайні змушений був збільшити податки, чим викликав невдоволення місцевого населення.
Водночас 1858 року повстали кочові бедуїнськими племена, що належали до секти ібадитів. Їх не вдалося приборкати до самої смерті Тувайні. У лютому 1866 в Сухарі султан загинув внаслідок змови свого сина Саліма.

## Родина
Тувайні був одружений зі своєю двоюрідною сестрою Галією, дочкою свого стрийка Саліма. Від неї та інших дружин мав 7 синів і 5 доньок:
- Салім (1839—1876), султан Оману
- Мухаммад (д/н—1877)
- Насир, валі Гвадара
- Харуб (бл. 1849 — до 1893)
- Абдул-Азіз (1850 — до 1907)
- Хамдан
- Алія
- Турая
- Асіла
- Зевван
- Джокха (д/н—1912)